# Festival de Viña del Mar 2017
Le Festival de Viña del Mar 2017 est la 58e édition annuelle du Festival international de la chanson de Viña del Mar.

## Développement

### 1renuit
- Date : 20 février 2017

Artistes
- Los Fabulosos Cadillacs
- Juan Pablo López (humour)
- Los Auténticos Decadentes

### 2enuit
- Date : 21 février 2017

Artistes
- Sin Bandera
- Daniela "Chiqui" Aguayo (humour)
- Camila

### 3enuit
- Date : 22 février 2017

Artistes
- Isabel Pantoja
- Carlos "El Mono" Sánchez (humour)
- Río Roma

### 4enuit
- Date : 23 février 2017

Artistes
- Olivia Newton-John
- Juan Luis "Jaja" Calderón (humour)
- Peter Cetera

### 5enuit
- Date : 24 février 2017

Artistes
- Maluma
- Rodrigo Villegas (humour)
- Américo

### 6enuit
- Date : 25 février 2017

Artistes
- J Balvin
- Fabrizio Copano (humour)
- Mon Laferte
- Lali Espósito
- Márama
- Rombai

## Concours

### Jury
- Maluma
- Lali Espósito
- Mon Laferte
- Power Peralta
- Mario Domm (Camila)
- José Luis Ortega et Raúl Ortega (Río Roma)
- Gastón Bernardou (Los Auténticos Decadentes)
- Mariela Encarnación
- Carolina Varleta
- Marcela Pino

- Chanson gagnante
- Finalistes
- Candidat éliminé

### Concours international
| Pays     | Langue   | Titre                 | Interprète       | Auteur           | compositeur      |
| -------- | -------- | --------------------- | ---------------- | ---------------- | ---------------- |
| Espagne  | Espagnol | «Dónde estabas tú»    | Salvador Beltrán | Salvador Beltrán | Salvador Beltrán |
| Cuba     | Espagnol | «Yo aprendí»          | Danay Suárez     | Danay Suárez     | Danay Suárez     |
| Mexique  | Espagnol | «Cielo en llamas»     | Jass Reyes       | Jass Reyes       | Jass Reyes       |
| Chili    | Espagnol | «Sólo por esta noche» | Daniel Parraguez | Daniel Parraguez | Andrés Walker    |
| Colombie | Espagnol | «Así no más»          | Arévalo          | Arévalo          | Andrés Torres    |
| Italie   | Italien  | «Questo tempo»        | Irene Fornaciari | Saverino Grandi  | Emiliano Cacere  |

- Meilleur interprète du concours international:  Jass Reyes

### Concours folklorique
| Pays      | Titre                         | Interprète      | Auteur                  | compositeur                          |
| --------- | ----------------------------- | --------------- | ----------------------- | ------------------------------------ |
| Chili     | «Carnavalito de la esperanza» | Trifussa        | Juan Andrés Soko        | Juan Andrés Soko et Francisco Flores |
| Haïti     | «Peyi A»                      | 4 Harmony       | Johnny Duverseau        | Johnny Duverseau                     |
| Pérou     | «Baila mi festejo»            | Afrocandela     | Maribel Chira           | Maribel Chira                        |
| Argentine | «Un certain flâneur»          | Ceci Méndez     | Ceci Méndez             | Juan Francisco Carattino             |
| Colombie  | «Elisa, la alegre»            | Puerto Sabana   | Mauricio Sánchez Avilez | Mauricio Sánchez Avilez              |
| Venezuela | «El platanal»                 | Lydia Arosemena | Ignacio Salvatierra     | Ignacio Salvatierra                  |

- Meilleur interprète du concours folklorique:  Afrocandela

## Diffusion internationale
| Pays            | Télédiffuseur                 | Radiodiffuseur                 |
| --------------- | ----------------------------- | ------------------------------ |
| Chili           | Chilevisión Chilevisión HD    | ADN Radio Chile Radio Pudahuel |
| Amérique latine | HTV Turner Network Television |                                |
| Argentine       |                               | Cadena 3                       |
| Bolivie         | Unitel                        |                                |
| Guatemala       | Azteca Guatemala              |                                |
| Honduras        | Azteca Honduras               |                                |
| Nicaragua       | Canal 4                       |                                |
| Salvador        | TCS Canal 2                   |                                |
| Uruguay         | Canal 10                      |                                |